# 氣耕

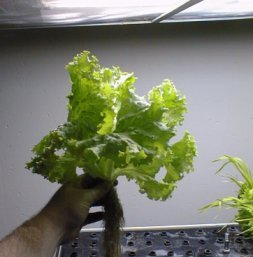
NASA，生菜和小麥種植在氣耕設備特寫。

氣霧耕（英語：Aeroponics）是成長的過程中的植物在空氣或氣霧環境不使用土壤或聚合介質（稱為耕作學 ）。氣霧耕培養不同於水耕栽培或魚菜共生。不像水耕，其使用液體營養液作為生長介質和必需的礦物質維持植物生長；或魚菜共生它使用水和魚廢物，氣霧耕未經生長介質中進行因為水是用霧氣傳輸營養素，它有時被認為是另一種類型的水耕栽培。

## 方法
氣霧耕生長的基本原理是通過種植植物懸浮在封閉或半封閉環境霧化或噴射營養溶液，噴灑植物的懸掛根。理想的情況下，環境保持不受害蟲和疾病，這樣的植物可能比在種植的植物生長更健康更快速。

## 優點和缺點

### 無病種植
氣霧耕可以限制疾病傳播，因為減少了植物之間的接觸;氣體以及噴霧也可以透過人為控制不含細菌。 一般種植在土壤、肥料及其它介質的情況下，疾病可以透過這些介質傳播，感染許多植物。在大多數的溫室中，這些固體介質每種完作物就需要做一次滅菌，或者更多的是，它們被簡單地丟棄和用新鮮、無菌的培養基代替。
氣霧耕技術的一個顯著優點是，如果一個特定的植物確實成為病變 ，它可以快速地從植物支撐結構中除去，而不破壞或感染其他植物。

## 外部連結
- NASA Web Site: Aeroponic Plants （页面存档备份，存于）
- NASA Web Site: Aeroponic High Performance Food Production （页面存档备份，存于）
- NASA Web Site: Low Mass Aeroponics （页面存档备份，存于）
- "Re-examining Aeroponics for Spaceflight Plant Growth"
- Astronaut Don Pettit Grows Zuccini on ISS Expedition 31 （页面存档备份，存于）
- "Components of a High Pressure Aeroponic System" （页面存档备份，存于）
- AeroFarms （页面存档备份，存于）
- DIY aeroponics （页面存档备份，存于）.
- Aeroponicsdiy.com （页面存档备份，存于）